# Neosporosis
La neosporosis es una enfermedad parasitaria de distribución mundial causada por el parásito Neospora caninum. Afecta fundamentalmente al ganado bovino, y es considerada la primera causa de aborto en numerosos países.

## Descripción
Las manifestaciones clínicas de la infección incluyen abortos en diferentes etapas de la gestación, nacimiento de mortinatos, y nacimiento de terneros infectados congénitamente seropositivos antes de la toma del calostro. La forma de presentación de los abortos puede ser epidémica (en forma de brotes o en explosión) o endémica (en forma de goteo).También se ha demostrado en algunos estudios que la neosporosis tiene un efecto negativo sobre otros índices reproductivos como la tasa de fertilidad, el porcentaje de retención de placenta, y sobre la producción láctea.
El principal mecanismo de transmisión de la infección es por la vía vertical transplacentaria, es decir, de la madre al feto durante la gestación. Además, este mecanismo de transmisión es muy eficaz, y se puede repetir a lo largo de toda la vida reproductiva de la vaca infectada de forma continuada, en todas las gestaciones, o alterna entre gestaciones. La transmisión horizontal o también denominada “exógena” se produce cuando los bovinos ingieren alimentos y agua contaminados con las heces de los hospedadores definitivos (los perros, principalmente, y otros cánidos silvestres). Éstos, a su vez se infectan por el consumo de las placentas y de tejidos fetales contaminados con los taquizoitos y los quistes tisulares de Neospora caninum, y también por la ingestión de cadáveres de los animales infectados. En el intestino de los hospedadores definitivos, el parásito completa su ciclo, y es expulsado en forma de ooquistes al medio ambiente a través de las heces. Los hospedadores intermediarios -los bovinos- se infectan cuando ingieren los alimentos o el agua de bebida contaminados con las heces que contienen los ooquistes esporulados. Estos animales quedan infectados, y pueden sufrir reactivaciones de la infección a lo largo de toda su vida productiva.
Para abordar el diagnóstico de la infección se requiere el examen histopatológico de los tejidos fetales, en concreto el sistema nervioso central y el tejido cardiaco y muscular, en donde se localizan las lesiones características de tipo inflamatorio y degenerativo. Si no se dispone de los fetos abortados es posible abordar el diagnóstico de la Neosporosis analizado los animales abortados y el doble de no abortados en etapas similares de la gestación, y mediante cálculos matemáticos verificar si existe una asociación estadísticamente significativa entre la positividad frente a Neospora caninum y los abortos. No obstante, el estudio histopatológico del feto sigue siendo la técnica de referencia.
Aunque en los últimos años se han realizado avances para el tratamiento de la infección, todavía no existen productos farmacológicos (vacunas y antiparasitarios) seguros y eficaces para la prevención y el tratamiento de la infección. Por consiguiente, las herramientas disponibles para evitar y controlar la infección se deberán apoyar en las medidas de bioseguridad y de biocontención que a continuación se relacionan:

## Medidas de bioseguridad
- Comprobar que todos los animales que vayan a ser introducidos en la explotación procedan de explotaciones libres de Neosporosis y que sean negativos en las pruebas serológicas en origen.

- Controlar los perros y otros potenciales hospedadores definitivos (carnívoros de fauna silvestre) para que no contaminen con las heces los pastos, los alimentos almacenados, los comederos y los pasillos de alimentación y el agua de bebida.

Proteger, mediante barreras físicas, las zonas y los espacios reservados para el almacenamiento de las materias primas, los forrajes, el concentrado, los ensilados, etc.
- Evitar el acceso de perros y otros animales carnívoros al material potencialmente infectado, como son los fetos abortados, los fluidos fetales, las placentas y los cadáveres.

- Establecer medidas eficaces para la eliminación y la destrucción del material potencialmente infectado.

- Realizar controles serológicos periódicos, especialmente de los animales destinados a la reproducción, para confirmar que no existe transmisión horizontal de la infección.

- Mantener actualizados los registros de los animales abortados e investigar la causa de los abortos si se supera el 5% en el grupo de animales gestantes.

## Medidas de biocontención
Si la infección está presente en la explotación, las medidas que deberíamos aplicar son las siguientes:
- Identificar los animales infectados mediante la realización de análisis serológicos a todos los animales mayores de 6 meses.

- Recurrir a los servicios veterinarios y al laboratorio para diagnosticar la causa del aborto en situaciones de explosiones o de brotes de abortos.

- Estudiar el mecanismo principal de la transmisión (vertical u horizontal) de la infección en la explotación mediante el análisis de historial familiar (madre-descendencia) de los animales seropositivos.

- Reducir los efectos de la transmisión vertical entre madres y descendencia, en el caso del vacuno lechero, inseminado las madres con semen de bovinos de aptitud cárnica.

- Dependiendo del porcentaje de animales infectados, realizar un desvieje prematuro de los animales seropositivos y eliminar los seropositivos abortados en algún momento.

- Reducir la transmisión horizontal de la infección implantando y manteniendo las medidas señaladas anteriormente en el apartado de bioseguridad.

- Prevenir la presencia de otros factores que favorezcan la reactivación de la infección en animales congénitamente infectados (ingestión de alimentos contaminados con hongos, estrés, dietas no equilibradas durante la gestación, otras infecciones concomitantes como BVD, etc.).

Realizar un análisis serológico antes de la toma del calostro para decidir el destino de la descendencia de los animales de elevado valor genético (reposición o eliminación).
- Emplear únicamente vacas seronegativas como receptoras de embriones en los programas reproductivos de transferencia de embriones (TE).